# Kate Adie
Kate Adie (Northumberland, 19 settembre 1945) è una giornalista inglese.
Il suo ruolo di più alto profilo è stato quello di capo notizie corrispondente per BBC News, mentre stava diventando ben conosciuta per i suoi report dalle zone di guerra di tutto il mondo. Attualmente, lei presenta From Our Own Correspondent su BBC Radio 4.

## Biografia
Adie è nata a Northumberland, in vista del St Mary's Island. È stata adottata da bambina da John e Maud Adie, una coppia di Sunderland ed è cresciuta lì; lei è un'avida fan della squadra calcistica del Sunderland (Sunderland A.F.C.). Ha avuto un'educazione scolastica indipendente al Sunderland Church High School e ha proseguito i suoi studi all'Università di Newcastle upon Tyne, dove ha ottenuto una laurea negli studi scandinavi ed è stata protagonista di molte produzioni di Gilbert e Sullivan.
La sua carriera con la BBC è iniziata come station assistant  alla BBC Radio Durham, poi come produttore per Radio Bristol. Successivamente ha diretto broadcast televisivi. È stata una giornalista il notiziario televisivo regionale di Plymouth e Southampton e ha aderito al gruppo notiziario nazionale nel 1976.
Il suo più lungo lavoro è stato quello sull'assedio dell'ambasciata Iraniana a Londra, nel 1980.
Come giornalista, Adie fu la prima sulle scene delle Special Air Service quando ha assaltato l'ambasciata. La BBC ha interrotto la trasmissione del campionato mondiale di snooker e Adie ha iniziato a tenere un report in streaming live senza copione di una delle più grandi audience di news di sempre mentre se ne stava dietro una macchina.
Da quel momento in poi, Adie è stata regolarmente spedita a fare report sui disastri e i conflitti durante il periodo 1980-1990, incluso il bombardamento americano di Tripoli nel 1986 (il suo rapporto su questo argomento venne criticato dal presidente del partito conservatore del Regno Unito Norman Tebbit), e il bombardamento a Lockerbie (Volo Pan Am 103) del 1988. È stata promossa Chief News Correspondent nel 1989 e ha mantenuto il ruolo per quattordici anni. Uno dei suoi primi compiti fu quello di fare un rapporto sulle proteste di piazza Tienanmen del 1989 dove è stata colpita da un leggero colpo di pistola al gomito. I principali compiti successivi sono stati quello della guerra del Golfo, la guerra nell'ex-Repubblica Socialista Federale di Jugoslavia, il genocidio del Ruanda del 1994 e la guerra in Sierra Leone nel 2000. Nel 2003 Adie ha smesso di fare reporting sulla linea del fronte. Attualmente lavora come giornalista freelance (tra gli altri suoi lavori ha fatto molti rapporti su Radio New Zealand) e anche come oratore pubblico, e presenta From Our Own Correspondent su BBC Radio 4. Ha ospitato due serie di cinque parti ciascuna di Found, un film prodotto da Leopard Film per BBC1, nel 2005 e nel 2006.
Le serie consideravano esperienze di vita di adulti commossi dall'adozione e su come ci si senta a dover iniziare una nuova vita per un trovatello
Il suo approccio close-to-the-action (vicino all'azione) una volta ha fatto sì che venisse colpita da un libico arrabbiato. È stata colpita alla clavicola, ma non ha subito danni permanenti.Infatti fu quest' approccio che ha suscitato lo storto adagio che "una buona decisione si ha sempre su un aereo ad un aeroporto dove Kate Adie sta scendendo".
Mentre era in Yugoslavia, la sua gamba era stata ferita in Bosnia, e ha anche incontrato Radovan Karadžić mentre era lì.
Adie è anche un'autrice di best seller; ha pubblicato la sua autobiografia, The Kindness of Strangers (La gentilezza degli stranieri), nel 2002. Un secondo libro, Corsets to Camouflage: Women and War (Corsetti verso il Camouflage: Donne e Guerra), fu pubblicato nel 2003. Nel 2005, Adie ha pubblicato il suo terzo libro Nobody's Child (Figlio di nessuno), che parla della storia di bambini trovatelli e domande sull'identità. Un quarto libro, Into Danger: People Who Risk Their Lives for Work (Nel pericolo: persone che rischiano la loro vita per lavoro), è stato pubblicato nel 2008. Nel 2013 Adie ha pubblicato Fighting on the Home Front: The Legacy of Women in World War One (Combattendo sul fronte interno: L'eredità di una donna nella Prima Guerra Mondiale).
Addie è stata premiata con un OBE nel 1993 e ha vinto la Richard Dimbleby Award dalla BAFTA nel 1998. Possiede, inoltre, lauree ad honorem da molte università, inclusa la York St John University e un MA onorario dall'Università di Bath (1987).
È un docente onorario di giornalismo all'Università di Sunderland e ha borse di studio onorarie. Nel 2003 Adie è stata anche premiata con il titolo di Honorary Doctorate of Letters (dottorato onorario di lettere) dall'Università di Plymouth

## Opere
- The Kindness of Strangers, autobiografia pubblicata da Headline, ISBN 0-7553-1073-X
- Corsets to Camouflage: Women and War, pubblicata da Coronet, ISBN 0-340-82060-8
- Nobody's Child, pubblicata da Hodder & Stoughton Ltd, ISBN 0-340-83800-0
- Into Danger: People Who Risk Their Lives for Work, pubblicata da Hodder & Stoughton Ltd, (first ed.), September 2008, ISBN 0-340-93321-6
- Fighting on the Home Front: The Legacy of Women in World War One, pubblicata da Hodder & Stoughton Ltd, September 2013, ISBN 9781444759679